# النخبة (مسلسل)
النُّخبة أو أيليت (بالإسبانية: Élite) هو مسلسل ويب درامي إسباني من تأليف وإخراج كارلوس مونتيرو وداريو مادرونا، وإنتاج نتفليكس، تم تصويره وإنتاجه في مدينة سان لورنزو دي الإسكوريال، مدريد.
يحكي المسلسل قصة مراهقي ثانوية بعد انهيار مدرستهم منح ثلاثة من الأشخاص منحًا دراسية إلى المدرسة خاصة بلأغنياء تدعى لاس إنسيناس، كما يتبع المسلسل بين حياتهم اليومية والسخرية التي يتعرضون لها ومشاكلهم العاطفية والجنسية.
المسلسل من بطولة ماريا بيدرازا، إيتزان إسكاميلا، ميغيل هيران، جايمي لورنت، مينا الحماني، ميغيل برنارديو، ألفارو ريكو، إستر إكسبوزيتو، عمر أيوسو، دانا باولا، أرون بايبر.
تم إصدار جميع حلقات الموسم الأول على نتفليكس في 5 أكتوبر 2018، في حين تم إطلاق الموسم الثاني بأكمله في 6 سبتمبر 2019 وقد تلقى مراجعات إيجابية، في أغسطس 2019 وقبل إصدار الموسم الثاني تم تجديد المسلسل لموسم الثالث وصدر موسم رابع والخامس 

## القصة
بعد انهيار مدرستهم، منح ثلاثة من الأشخاص من الطبقة العاملة صامويل (إيتزان إسكاميلا) ونادية (مينا الحماني) وكريستيان (ميغيل هيران) منحًا دراسية إلى لاس إنسيناس إحدى المدارس الخاصة الأكثر حصرية في إسبانيا، حيث يرسل الأثرياء ابنائهم ليدرسوا هناك، مع تقدم السنة الدراسية تتشابك حياتهم في صراع بين أنماط الاستياء والحسد.
في لاس إنسيناس، يتم نبذ الثلاثة في البداية من قبل الطلاب الأثرياء. ومع ذلك فإن صامويل يصادق مارينا (ماريا بيدرازا)، التي يسيطر والدها الفاسد على شركة البناء. في الوقت نفسه تصبح نادية قريبة من شقيق مارينا الذي يدعى غوزمان (ميغيل برنارديو) في هذه الأثناء يشارك كريستيان في علاقة ثلاثية مع بولو (ألفارو ريكو) وكارلا (إستر إكسبوزيتو). خارج لاس إنسيناس، يبيع شقيق نادية المقرب عمر (عمر أيوسو) سراً المخدرات لكسب ما يكفي من المال للهرب من والديه المحافظين. سرعان ما أصبح صديقًا لأندر (أرون بايبر) والدته مديرة لمدرسة لاس إنسيناس، عمر وأندر يبدآن علاقة سرية. وكذلك تبدأ علاقة بين مارينا وصامويل، ولكنها بدأت أيضًا علاقة غرامية مع نانو (جايمي لورنتي)، الأخ الأكبر لصامويل الذي خرج من السجن قبل فترة قصيرة.

## المواسم
| Season | الحلقات | الحلقات | الأصلي         | الأصلي |
| Season | الحلقات | الحلقات | الأول          | الأخير |
| ------ | ------- | ------- | -------------- | ------ |
| 1      | 8       | 8       | 5 أكتوبر 2018  | سيُعلن  |
| 2      | 8       | 8       | 6 سبتمبر 2019  | سيُعلن  |
| 3      | 8       | 8       | 13 مارس 2020   | سيُعلن  |
| 4      | 8       | 8       | 18 يونيو 2021  | سيُعلن  |
| 5      | 8       | 8       | 8 أبريل 2022   | سيُعلن  |
| 6      | 8       | 8       | 18 نوفمبر 2022 | سيُعلن  |

## روابط خارجية
- النخبة على موقع IMDb (الإنجليزية)
- النخبة على موقع ميتاكريتيك (الإنجليزية)
- النخبة على موقع روتن توميتوز (الإنجليزية)
- النخبة على موقع نتفليكس (الإنجليزية)
- النخبة على موقع فيلمافينيتي (الإسبانية)
- النخبة على موقع كينوبويسك (الروسية)
- النخبة على موقع ألو سيني (الفرنسية)
- النخبة على موقع قاعدة بيانات الفيلم (الإنجليزية)